# Roulé
Roulé ist ein French House-Plattenlabel aus Frankreich. Es wurde 1995 von Thomas Bangalter (Daft Punk) gegründet und produziert vor allem 12"-Vinyl-Platten für DJs. Europaweit bekannt wurde es durch den Hit Music Sounds Better With You von Stardust, der in den Charts der meisten europäischen Länder Spitzenplatzierungen einnahm.

## Diskografie
- 301 Thomas Bangalter – Trax On Da Rocks (12")
- 302 Thomas Bangalter – Spinal Scratch (12")
- 303 Alan Braxe – Vertigo (12")
- 304 Roy Davis Jr – Rock Shock (12")
- 305 Stardust – Music Sounds Better With You (12")
- 305 Stardust – Music Sounds Better With You (CD5")
- 305X Stardust – Music Sounds Better With You (2x12")
- 306 Thomas Bangalter – Trax On Da Rocks Vol. 2 (12")
- 307 Romanthony – Hold On (12")
- 308 DJ Falcon – Hello My Name Is DJ Falcon (12")
- 309 Thomas Bangalter – Outrage (12")

- CD01 Various Irreversible – Original Soundtrack From The Motion Picture (CD)
- LP01 Various Irreversible – Original Soundtrack From The Motion Picture (2x12")

- TOGETHER 1 Together – Together (12")
- TOGETHER 2 Together – So Much Love To Give (12")
- TOGETHER 2 Together – So Much Love To Give (CD5")

- SCRATCHE 701 The Buffalo Bunch – The Buffalo Club (12")